# Centrale syndicale du secteur public
Pour les articles homonymes, voir CSP.
La Centrale syndicale du secteur public (CSP) est une confédération syndicale camerounaise fondée en 2000. Elle est affiliée à la Confédération syndicale internationale (CSI). 

## Histoire
La confédération est agréée en l'an 2000.